# Колтурано
Колтура̀но (на италиански: Colturano, на западноломбардски: Culturàn, Културан) е село и община в Северна Италия, провинция Милано, регион Ломбардия. Разположено е на 90 m надморска височина. Населението на общината е 2017 души (към 2013 г.).